# Seth Amoo
Seth Kwame Amoo (* 20. März 1983 in Los Angeles) ist ein ehemaliger ghanaisch-US-amerikanischer Leichtathlet, der sich auf den Sprint spezialisiert hat.

## Sportliche Laufbahn
Seth Amoo wuchs in Kalifornien auf und absolvierte ein Studium an der Arizona State University. Nach seinem Abschluss startete er für Ghana bei den Commonwealth Games in Melbourne und schied dort mit 10,75 s im Viertelfinale im 100-Meter-Lauf und schied über 200 Meter mit 21,19 s im Halbfinale aus. Zudem verhalf er der ghanaischen 4-mal-100-Meter-Staffel zum Finaleinzug. Anschließend belegte er bei den Afrikameisterschaften in Bambous in 21,70 s den siebten Platz im 200-Meter-Lauf und gewann mit der Staffel in 40,12 s gemeinsam mit Harry Adu-Mfum, Cyril Ferguson und Eric Nkansah die Bronzemedaille hinter den Teams aus Nigeria und Südafrika. Im Jahr darauf gewann er bei den Afrikaspielen in Algier in 20,88 s die Silbermedaille über 200 Meter hinter dem Südafrikaner Leigh Julius und belegte mit der Staffel in 39,59 s den vierten Platz. Anschließend schied er bei den Weltmeisterschaften in Osaka mit 20,85 s in der ersten Runde über 200 Meter. 2008 kam er bei den Hallenweltmeisterschaften in Valencia mit 6,88 s in der Vorrunde im 60-Meter-Lauf aus und im Mai schied er bei den Afrikameisterschaften in Addis Abeba mit 21,46 s im Semifinale über 200 Meter. Zudem gewann er im Staffelbewerb in 40,30 s gemeinsam mit Togoh Victor, Allah Laryea-Akrong und Eric Nkansah die Silbermedaille hinter dem südafrikanischen Team. Anschließend startete er über 200 Meter bei den Olympischen Sommerspielen in Peking teil und schied dort mit 20,91 s im Vorlauf aus. Auch bei den Weltmeisterschaften 2009 in Berlin kam er über 200 Meter mit 21,04 s nicht über die Vorrunde hinaus und schied im Staffelbewerb mit 39,61 s ebenfalls im Vorlauf aus. In den folgenden Jahren bestritt er nur noch vereinzelt Wettkämpfe, ehe er seine aktive sportliche Karriere 2015 im Alter von 32 Jahren endgültig beendete.

## Persönliche Bestleistungen
- 100 Meter: 10,30 s (+0,8 m/s), 15. Mai 2004 in Tucson
  - 60 Meter (Halle): 6,72 s, 19. Februar 2005 in Flagstaff
- 200 Meter: 20,36 s (+1,0 m/s), 9. Juni 2005 in Sacramento
  - 200 Meter (Halle): 20,95 s, 11. Februar 2005 in Nampa
- 400 Meter: 46,08 s, 18. Mai 2003 in Los Angeles